# 亀谷彰一
亀谷 彰一（かめや しょういち、1954年 - ）は、日本の音楽家、1981年プラハの春国際音楽コンクール・トロンボーン部門にて日本人として初の本選進出を果たしディプロマ賞を受賞。
タートル・ボーン代表、日本トロンボーン協会理事、名古屋トロンボーン協会顧問。

## 学歴
1954年、 北海道小樽市に生まれる。14歳よりトロンボーンを始め、17歳よりトロンボーンを真弓基教（元札幌交響楽団首席トロンボーン奏者）に師事。北海道札幌東高等学校を経て、 1976年、東京芸術大学音楽学部器楽科トロンボーン専攻へ入学し 1980年に卒業。
1984年、フランス、クロード ドビュッシィー音楽院へ入学。ギイ・デスタンクに師事。1985年、クロード ドビュッシィー音楽院を卒業。